# Juan Yust
Juan Yust (Sevilla, 1807-Madrid, 1842) fue un torero español.

## Biografía
Formado en la Real Escuela de Tauromaquia de Sevilla, Juan Yust se inició lidiando becerros y como novillero en la cuadrilla de Luis Rodríguez. Debutó en Madrid como banderillero en 1829 y, a pesar de que Luis Rodríguez le anima a hacerse matador, seguirá como banderillero hasta 1842, año en que tomó la alternativa en la plaza de toros de Madrid con gran éxito, llegando a ser comparado con Paquiro. Pero su gloria no iba a durar más que unos pocos meses: el 4 de septiembre de 1842, tras una corrida, comenzó a sentir fuertes dolores en el vientre, causados quizá por una antigua herida mal curada o por un cólico agudo. Murió un día después. Su viuda poco tiempo después contrajo matrimonio con Juan Lucas Blanco, que a la muerte de Yust, su amigo, se había hecho jefe de su cuadrilla.